# Martine Carol
Martine Carol (właśc. Marie-Louise Jeanne Nicolle Mourer; ur. 16 maja 1920 w Saint-Mandé, zm. 6 lutego 1967 w Monte Carlo) – francuska aktorka filmowa.
Uczyła się aktorstwa u René Simon (1898–1966), debiutowała na deskach teatru w 1940, a w filmie w 1941. Z powodu urody obsadzano ją zazwyczaj w rolach uwodzicielskich blondynek. Pod koniec lat 40. i na początku lat 50. była symbolem seksu i gwiazdą francuskiego kina.
Pomimo sławy i majątku jej życie osobiste było nieudane. W chwilach załamania uciekała do tabletek i alkoholu, co o mało nie zakończyło się śmiercią. Miała czterech mężów. Zmarła przedwcześnie w wieku 47 lat na atak serca w hotelowym pokoju w Monte Carlo i została pochowana na cmentarzu Grand Jas w Cannes.